# Pascal Girard
Pour les articles homonymes, voir Girard.
Pascal Girard est un auteur de bande dessinée québécois né à Jonquière (maintenant Saguenay), en 1981.

## Biographie
Diplômé en cinéma, Pascal Girard exerce, depuis 2014, le métier de travailleur social auprès de personnes atteintes de troubles du mouvement. Il poursuit parallèlement une carrière de bédéiste. 
Il est frappé par la simplicité du bédéiste Jimmy Beaulieu qu'il observe, en plein travail,  lors d'un salon du livre, au début de ce siècle. Son œuvre est également influencée par deux autres artistes: Iris Boudreau et Julie Doucet.
Pascal Girard a obtenu le prix Bédélys fanzine en 2009 pour Rapport de stage, réalisé avec Laurence Lemieux.
En 2019, il s'associe avec un autre dessinateur, Michel Hellman, afin d'illustrer des éléments typiques du quartier du Mile End, à Montréal. Ce quartier, où il vit depuis son installation à Montréal, est présent dans son œuvre. Les illustrations composent un ouvrage qui a été publié afin de souligner le quinzième anniversaire de Mémoire du Mile End. Cette dernière est une société d'histoire locale qui organise des visites commentées du quartier,.

## Œuvres
- Dans un cruchon, Mécanique générale, 2006
- Nicolas, Mécanique générale, 2006
- Paresse, La Pastèque, 2008
- Jeunauteur. Tome 1. Souffrir pour écrire, en collaboration avec Stéphane Dompierre, Québec-Amérique, 2008
- (sans titre), Colosse, 2008
- Rapport de stage, avec Laurence Lemieux (scénario et dessin), autoédition, 2009
- Jimmy et le Bigfoot, La Pastèque, 2010. Prix Doug Wright du meilleur album 2011
- Valentin, en collaboration avec Yves Pelletier, La Pastèque, 2010
- Jeunauteur. Tome 2. Gloire et crachats, en collaboration avec Stéphane Dompierre, Québec-Amérique, 2010
- Conventum, Shampooing (bande dessinée), 2011
- L'appartement numéro 3, L'employé du moi, 2011
- La collectionneuse, La Pastèque, 2013
- Portraits du Mile End (en collaboration avec Michel Hellman), Mémoire du Mile End, 2019
- Mystère en Saskatchewan, La Pastèque, 2023
- Passe-temps, Pow Pow, 2024
- Mon papa punk (en collaboration avec Iris Boudreau), Fonfon, 2024